# Antoni Baraniak

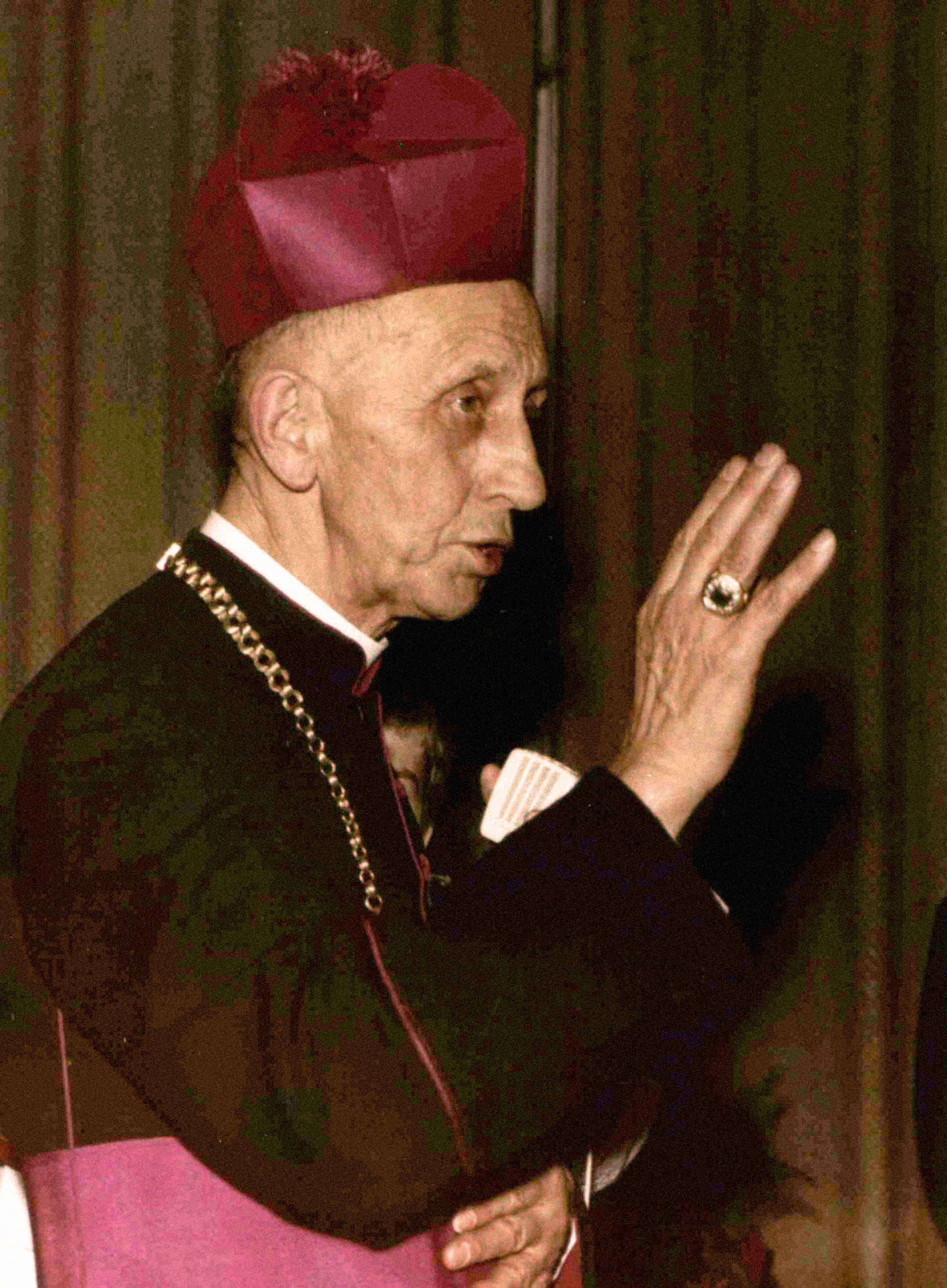
Erzbischof Baraniak (1976)

Antoni Baraniak (geboren am 1. Januar 1904 in Sebastianowo; gestorben am 13. August 1977 in Posen) war Erzbischof der Erzdiözese Posen. Zuvor war er Sekretär der Primasse von Polen August Kardinal Hlond SDB und Stefan Wyszyński, dann Weihbischof der Erzdiözese Gnesen.

## Leben
Baraniak wurde in einem polnischen Dorf in der Provinz Posen geboren. Er besuchte die Volksschule und ab 1917 ein Gymnasium der Salesianer Don Boscos in Auschwitz. Im Jahr 1920 trat Baraniak in das Noviziat der Salesianer ein und legte am 28. Juli 1921 die Ordensgelübde ab. Anschließend studierte er Philosophie in Krakau. Am 3. August 1930 wurde er vom Erzbischof von Krakau, Adam Stefan Sapieha, zum Priester geweiht.
Im Jahre 1939 gingen die Patres Hlond und Baraniak nach Rom, um unter dem Schutz des Heiligen Stuhls vor der Weltöffentlichkeit die deutsche Aggression gegen Polen anzuklagen. Unter deutschem Druck mussten sie Rom 1940 verlassen. Sie fanden bis 1943 Zuflucht vor den Deutschen in Lourdes, das im nichtbesetzten Teil Frankreichs (zone libre) lag. Dort wurde P. Baraniak allerdings von der Gestapo aufgespürt, konnte aber einer Verhaftung entgehen. Nach der Besetzung ganz Frankreichs kamen Hlond und Baraniak in der Abtei Hautecombe unter, in der Baraniak bis 1945 blieb, während Kardinal Hlond 1944 in Deutschland interniert wurde. Nach dem Krieg wurde Baraniak als Sekretär und Kaplan Erzbischof Wyszyńskis berufen.

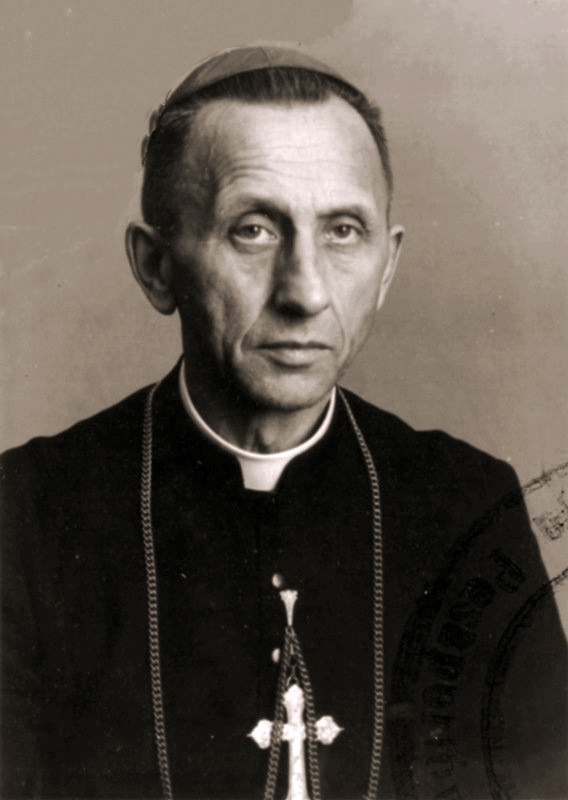
Bischof Baraniak vor 1953

Am 26. April 1951 wurde P. Baraniak zum Weihbischof in Gniezno mit dem Titularbistum von Theodosiopolis in Armenia, einem untergegangenen Bischofssitz im heutigen Erzurum, ernannt. Am 8. Juli des Jahres 1951 wurde er von Erzbischof Wyszyński zum Bischof geweiht. Am 30. Mai 1957 ernannte ihn der Heilige Stuhl zum Erzbischof von Posen. Dieses Amt hatte er bis zu seinem Tode inne.
Ab September 1953 bis 1956 saßen die Bischöfe Baraniak und Wyszyński im Gefängnis Mokotów, weil das kommunistische Regime in „Volkspolen“  einer erstarkenden römisch-katholischen Kirche entgegenwirken wollte. Hier wurde der Bischof während der 27 Monate seiner Gefangenschaft misshandelt und mehreren Verhören unterzogen. Diese Folterungen hatten körperliche Folgen, so litt er seitdem an Problemen mit dem Magen und den Nieren.
1962 nahm Baraniak mit 15 weiteren polnischen Bischöfen am Zweiten Vatikanischen Konzil in Rom teil.
Baraniak äußerte anschließend sein Missfallen an den dort beschlossenen Reformen. Er war der Meinung, dass diese eher zur Verwirrung unter den Gläubigen führen könnten. 1965 unterzeichnete er den Aufruf der polnischen Bischöfe an ihre deutschen Amtsbrüder zur Versöhnung. Der Brief entstand anlässlich der Tausendjahrfeier der Christianisierung Polens 1966 und rief dazu auf, die unselige Vergangenheit in der deutsch-polnischen Geschichte zu vergessen und den Kalten Krieg nicht weiterzuführen, sondern einen Dialog zu beginnen.

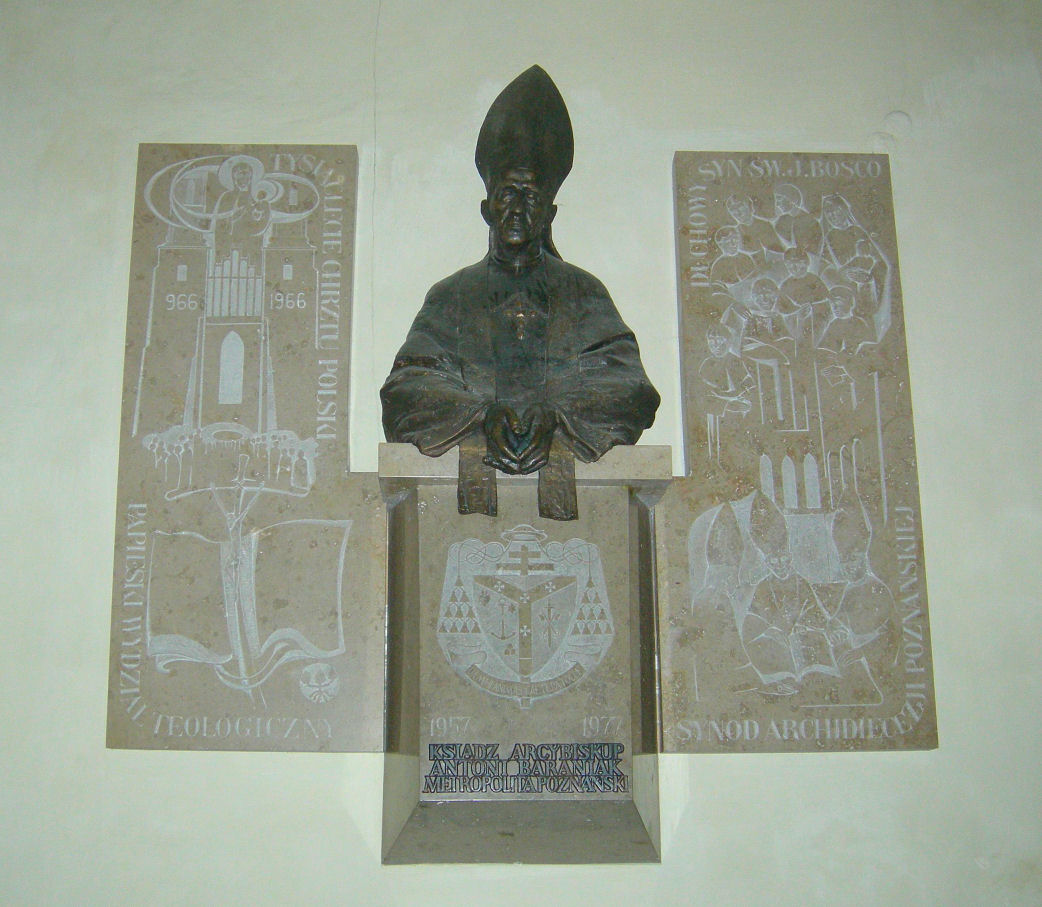
Grabstelle in der Krypta der St.-Peter-und-Paul-Kathedrale

Erzbischof Baraniak starb an einem Krebsleiden und wurde in der Krypta der St.-Peter-und-Paul-Kathedrale von Posen bestattet. Bei seiner Beisetzung war auch der damalige Erzbischof von Krakau Karol Józef Wojtyła, der spätere Papst Johannes Paul II. zugegen.

## Schriften (Auswahl)
- List pasterski. Posen 1957, OCLC 864857592. (Hirtenbrief von 1957)
- Calendarium simplex et perpetuum: secundum declarata Concilii Vaticani II: memoriale scriptum: Commissionum Sedis Apostolicae discussioni propositum. Pontificium Collegium Polonorum, Rom 1965, OCLC 66295603.
- O właściwe miejsce zakonów w Kościele i świecie współczesnym. Posen 1969, OCLC 830160962.
- mit Alfred Kotlarski und anderen: Bóg naszym Ojcem. Księgarnia św[iętego] Wojciecha, Posen 1978, OCLC 830340136.